# Чемпіонат світу з кросу 2017
Чемпіонат світу з кросу 2017 був проведений 26 березня в Кампалі.
Вперше в історії чемпіонатів, до програми змагань була додана змішана естафета, де змагались команди у складі двоє жінок та двоє чоловіків кожна.
Місце кожної країни у командному заліку у кожному забігу визначалося сумою місць, які посіли перші четверо спортсменів цієї країни.

## Чоловіки
| Першість | Золото                                                                                 | Золото                   | Срібло                                                                                            | Срібло               | Бронза                                                                                           | Бронза                 |
| -------- | -------------------------------------------------------------------------------------- | ------------------------ | ------------------------------------------------------------------------------------------------- | -------------------- | ------------------------------------------------------------------------------------------------ | ---------------------- |
| Особиста | Джеффрі Камворор Кенія                                                                 | 28.24                    | Леонард Барсотон Кенія                                                                            | 28.36                | Абаді Хадіс Ефіопія                                                                              | 28.43                  |
| Командна | ЕфіопіяАбаді Хадіс Джемаль Їмер Муктар Едріс Ібрагім Джейлан Бонса Діда Гетанех Таміре | 21 очко3 4 6 8 (10) (18) | КеніяДжеффрі Камворор Леонард Барсотон Вінсент Роно Леонард Комон Ніколас Косімбеї Леонард Лангат | 221 2 7 12 (15) (29) | УгандаТімоті Тороїтіч Абдаллах Манде Стівен Кіпротіч Джошуа Чептегеї Філліп Кіп'єко Стівен Кісса | 729 16 17 30 (31) (52) |

| Першість | Золото                                                                                               | Золото                   | Срібло                                                                           | Срібло               | Бронза                                                                         | Бронза            |
| -------- | --- | ------------------------ | -------------------------------------------------------------------------------- | -------------------- | ------------------------------------------------------------------------------ | ----------------- |
| Особиста | Джейкоб Кіплімо Уганда                                                                               | 22.40                    | Амдеворк Валелень Ефіопія                                                        | 22.43                | Річард Ятор Кенія                                                              | 22.52             |
| Командна | ЕфіопіяАмдеворк Валелень Бетесфа Гетахун Селемон Барега Тефера Мосіса Баєлінь Тешагер Соломон Беріху | 17 очок2 4 5 6 (12) (14) | КеніяРічард Ятор Амос Кіруї Едвін Бетт Веслі Ледама Рональд Кіпротіч Мешак Нзула | 283 7 8 10 (15) (18) | ЕритреяЄмане Хайлесілассіє Філмон Анде Абраха Кокоб Мехарі Цегай Робел Сібхату | 579 11 17 20 (22) |

## Жінки
| Першість | Золото                                                                                       | Золото                 | Срібло                                                                                             | Срібло                | Бронза                                                                        | Бронза           |
| -------- | -------------------------------------------------------------------------------------------- | ---------------------- | -------------------------------------------------------------------------------------------------- | --------------------- | ----------------------------------------------------------------------------- | ---------------- |
| Особиста | Айрін Чептаї Кенія                                                                           | 31.57                  | Еліс Навовуна Кенія                                                                                | 32.01                 | Ліліан Ренгерук Кенія                                                         | 32.11            |
| Командна | КеніяАйрін Чептаї Еліс Навовуна Ліліан Ренгерук Гівін Кієнг Агнес Джебет Тіроп Фейт Кіп'єгон | 10 очок1 2 3 4 (5) (6) | ЕфіопіяБелайнеш Ольджіра Сенбере Тефері Гебеянеш Аєле Сінтаєху Леветень Зерфі Ліменех Дера Діда[a] | 458 10 13 14 (26) DNF | БахрейнРут Джебет Роуз Челімо Юніс Чумба Десі Джіса Моконін Бонту Едао Ребіту | 587 9 11 31 (67) |

a  Регламент змагань не передбачав вручення медалі за підсумками командного заліку тим спортсменам, які не дістались фінішу.
| Першість | Золото                                                                               | Золото                    | Срібло                                                                                           | Срібло             | Бронза                                                                                     | Бронза                    |
| -------- | ------------------------------------------------------------------------------------ | ------------------------- | ------------------------------------------------------------------------------------------------ | ------------------ | ------------------------------------------------------------------------------------------ | ------------------------- |
| Особиста | Летесенбет Гідей Ефіопія                                                             | 18.34                     | Хаві Фейса Ефіопія                                                                               | 18.57              | Селліфін Чеспол Кенія                                                                      | 19.02                     |
| Командна | ЕфіопіяЛетесенбет Гідей Хаві Фейса Фотьєх Тесфай Зейнеба Їмер Бірі Абера Веде Кефале | 19 очок1 2 6 10 (12) (13) | КеніяСелліфін Чеспол Шейла Челангат Гелен Лобун Джойлін Черотіч Еммак'юлейт Чепкуруї Сандра Туеї | 203 4 5 8 (9) (11) | УгандаПерут Чемутаї Сара Челангат Ада Мунгулея Джанат Чемусто Естер Чеквемої Скарлет Чемос | 627 14 18 23 (25)br/>(29) |

## Змішана естафета
| Першість         | Золото                                                          | Золото | Срібло                                                        | Срібло | Бронза                                            | Бронза |
| ---------------- | --------------------------------------------------------------- | ------ | ------------------------------------------------------------- | ------ | ------------------------------------------------- | ------ |
| Кросова естафета | КеніяАсбел Кіпроп Вінфредах Нзіса Бернард Корос Беатріс Чепкоеч | 22.22  | ЕфіопіяВельде Туфа Боне Челуке Йоміф Кеджельча Гензебе Дібаба | 22.30  | ТуреччинаАрас Кая Мер'єм Акдаг Алі Кая Ясмін Джан | 24.02  |

## Медальний залік
| Місце               | Країна              | Золото | Срібло | Бронза | Загалом |
| ------------------- | ------------------- | ------ | ------ | ------ | ------- |
| 1                   | Кенія               | 4      | 5      | 3      | 12      |
| 2                   | Ефіопія             | 4      | 4      | 1      | 9       |
| 3                   | Уганда              | 1      | 0      | 2      | 3       |
| 4                   | Бахрейн             | 0      | 0      | 1      | 1       |
| 4                   | Еритрея             | 0      | 0      | 1      | 1       |
| 4                   | Туреччина           | 0      | 0      | 1      | 1       |
| Загалом (6 збірних) | Загалом (6 збірних) | 9      | 9      | 9      | 27      |

## Українці на чемпіонаті
Дев'ятий чемпіонат поспіль українські кросмени участі в світовій першості з кросу не брали.